# Taújo
Taújo (en asturiano Taúxu y oficialmente: Taújo/Taúxu)
es una aldea que pertenece a la parroquia de Cancienes en el concejo de Corvera de Asturias (Principado de Asturias). Se encuentra a 180 m s. n. m. y está situada a 3,80 km de la capital del concejo, Nubledo. 

## Población
En 2020 contaba con una población de 37 habitantes (INE 2020) repartidos en 18 viviendas.